# Катуњани
Катуњани насељавају област која се назива Катунска нахија, Црна Гора. По свједочењу многих путописаца ови горштаци су били веома вјешти борци, које су владари црногорски увијек цијенили. Ова област имала је бројне војводе, сердаре и перјанике, а касније и народне хероје. Већа мјеста у Катунској нахији су пријестоница Црне Горе Цетиње, Чево, Загреда (Даниловград), Цуце, Загарач, Његуши итд.